# Vaitape
Vaitape er hovedbyen på Bora Bora-øen i Fransk Polynesien i Stillehavet. Byen har ca. 5000 indbyggere.